# كريستيان باروني
كريستيان باروني (بالبرتغالية: Cristian Baroni‏) (25 يونيو 1983 بيلو هوريزونتي البرازيل - ) هو لاعب كرة قدم برازيلي، يلعب كلاعب وسط.

## وصلات خارجية
كريستيان باروني على موقع الاتحاد الأوربي (الإنجليزية)
- كريستيان باروني على موقع اتحاد تركيا (لاعب) (الإنجليزية)
- كريستيان باروني على موقع قاعدة بيانات كرة القدم.إي يو (الإنجليزية)
- كريستيان باروني على موقع Soccerway.com (الإنجليزية)
- كريستيان باروني على موقع عالم كرة القدم.نت (الإنجليزية)
- كريستيان باروني على موقع AS.com (الإسبانية)